# 张友余
张友余（1938年10月—），男，浙江黄岩人，中华人民共和国政治人物，曾任中共温州市委书记，浙江省人大常委会副主任。